# Tavagnacco
Tavagnacco – miejscowość i gmina we Włoszech, w regionie Friuli-Wenecja Julijska, w prowincji Udine.
Według danych na rok 2004 gminę zamieszkiwało 12 371 osób, 824,7 os./km².